# リトル・デュース・クーペ
リトル・デュース・クーペ(Little Deuce Coupe)は、1963年にリリースされたザ・ビーチ・ボーイズのアルバム。ホット・ロッドをテーマとしたコンピレーション・アルバムで、新曲8曲はわずか一日で録音された。
1963年夏、キャピトル・レコードは「ホット・ロッド」コンピレーション・アルバム『シャット・ダウン』を編集した。同アルバムにはビーチ・ボーイズの「シャット・ダウン」「409」が、メンバーの同意無しに収録された。ブライアンは彼が録音中の数曲を速やかに準備し、バンドは『リトル・デュース・クーペ』をレコード店のラックに並べるために大急ぎで録音を行った。『サーファー・ガール』リリース後わずか一ヶ月のことであった。8曲は新曲であったが、「リトル・デュース・クーペ」「僕等のカークラブ」「シャット・ダウン」「409」は発表済みの曲であった。
本作はデヴィッド・マークスが参加した最後のアルバムとなった。オリジナル・メンバーであったアル・ジャーディンは本作のセッションに先立って復帰し、マークスはそのすぐ後にバンドを離れた。
「リトル・デュース・クーペ」は、1932年製のフォード・クーペを意味する（deuceは製造年の下一桁「2」である）。このフォード・クーペはホット・ロッドの決定版で、フラットヘッドV8エンジンの搭載を特色とした。本車は比較的安価であり、単純かつ信頼性のある設計で、容易に改造できた。

## ステレオ・ヴァージョン
1989年の初CD化の際と、2012年に発売された、『サーフィン・U.S.A.』から『スマイリー・スマイル』までのモノ＆ステレオの２in１仕様のCDに収録されたステレオ・ヴァージョンはオリジナルとは若干内容が異なっている。
1989年のCD化（CP21-6004）の際はオリジナルのステレオ盤ではモノラルのままだった「409」と「ア・ヤング・マン・イズ・ゴーン」が擬似ステレオで収録されていた。2012年盤（TOCP-71373）ではマーク・リネット監修の元で作成された新たなステレオ・ヴァージョンに差し替えられている。それ以外の盤ではオリジナル盤と同じ内容で収録されている。

## 曲目
1. いかしたクーペ - Little Deuce Coupe (Brian Wilson/Roger Christian) 1:38
2. バラード・オブ・オール・ベッツィ - Ballad Of Ole' Betsy (Brian Wilson/Roger Christian) 2:15
3. ビー・トゥルー・トゥ・ユア・スクール - Be True To Your School (Brian Wilson/ Mike Love) 2:06
4. カー・クレイジー・キューティ - Car Crazy Cutie (Brian Wilson/Roger Christian) 2:47
5. チェリー・チェリー・クーペ - Cherry, Cherry Coupe (Brian Wilson/Roger Christian) 1:47
6. 409 - 409 (Brian Wilson/Mike Love/ Gary Usher) 1:58
7. シャット・ダウン - Shut Down (Brian Wilson/Roger Christian) 1:48
8. スピリット・オブ・アメリカ - Spirit Of America (Brian Wilson/Roger Christian) 2:23
9. 僕等のカークラブ - Our Car Club (Brian Wilson/Mike Love) 2:21
10. ノー・ゴー・ショーボート - No-Go Showboat (Brian Wilson/Roger Christian) 1:54
11. ア・ヤング・マン・イズ・ゴーン - A Young Man Is Gone (Bobby Troup) 2:15
12. カスタム・マシーン - Custom Machine (Brian Wilson/Mike Love) 1:38

ボーナス・トラック
1. ビー・トゥルー・トゥ・ユア・スクール（シングル・ヴァージョン） - Be True To Your School